# Okularprojektion
Die Okularprojektion ist ein Verfahren in der Amateurastronomie zur astronomischen Beobachtung, bei der ein Okular genutzt wird, um das Bild des beobachteten Objekts auf einen Schirm oder eine photographisch empfindliche Fläche zu projizieren. Sie wird v. a. bei der Beobachtung der Sonne und in der Astrofotografie eingesetzt.

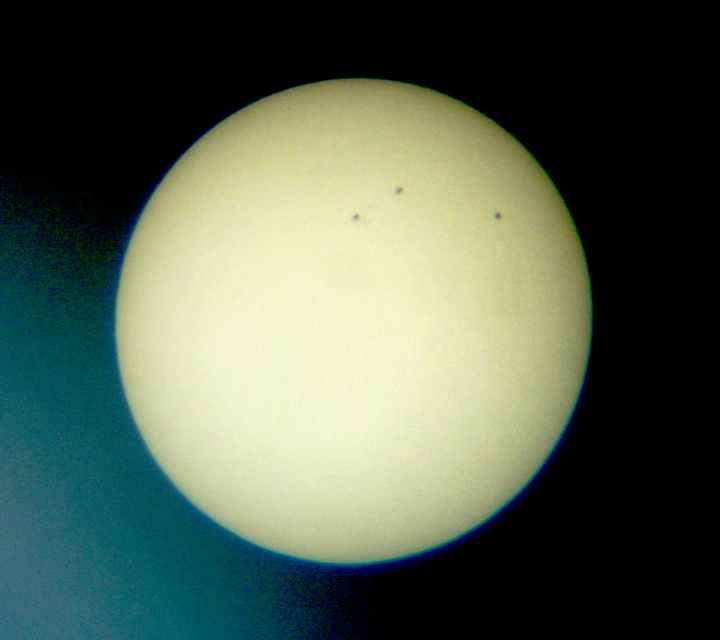
Okularprojektion der Sonne auf Papier – Foto des Bilds vom Papier

Zur gefahrlosen Sonnenbeobachtung mit dem Fernrohr wird das Sonnenbild auf einen hinter dem Fernrohr angebrachten Schirm projiziert. Dieses Verfahren, das schon Galileo Galilei bekannt war, ist nicht nur gefahrlos, sondern ermöglicht auch ein einfaches Abzeichnen des Sonnenbildes und die gleichzeitige Beobachtung durch mehrere Personen. 
Die Okularprojektion liegt zwischen den beiden eben besprochenen Varianten, weil hier zwei Linsensysteme zum Einsatz kommen. Wie bei der Fokalprojektion wird vom Objektiv des Teleskops ein Bild erzeugt. Dieses wird vom zweiten Linsensystem, dem Okular des Teleskops, auf den Chip der Kamera projiziert.
Bei der Sonnenbeobachtung ist zu beachten, dass keine Okulare mit verkitteten Linsen eingesetzt werden, da der Kitt sich so weit erhitzen kann, dass das Okular beschädigt wird. Besonders eignen sich daher Huygens-Okulare. Einen zusätzlichen Schutz bieten Sonnenfilterfolien, die vor der Teleskopöffnung angebracht werden und so das Sonnenlicht auf ein ungefährliches Maß reduzieren, bevor es in das Teleskop gelangt. Damit eignen sich auch Spiegelteleskope gut zur Sonnenbeobachtung.
Bei der Okularprojektion in der Astrofotografie wird der Schirm durch eine Kamera ersetzt. Das Bild wird hier entweder auf einen chemisch zu entwickelnden Film projiziert oder auf den CCD-Sensor einer Digitalkamera.